# José Antonio Maita
José Antonio Maita (* 17. April 1998 in El Tigre) ist ein venezolanischer Leichtathlet, der sich auf den Mittelstreckenlauf spezialisiert hat. 2023 siegte er über 800 Meter bei den Panamerikanischen Spielen in Santiago de Chile.

## Sportliche Laufbahn
Erste Erfahrungen bei internationalen Meisterschaften sammelte José Antonio Maita im Jahr 2017, als er bei den U20-Panamerikameisterschaften in Trujillo mit 1:58,20 min in der Vorrunde im 800-Meter-Lauf ausschied und mit der venezolanischen 4-mal-400-Meter-Staffel disqualifiziert wurde. Im Jahr darauf gelangte er bei den U23-Südamerikameisterschaften in Cuenca mit 1:55,72 min auf Rang acht über 800 Meter und 2022 gewann er bei den Ibero-Amerikanischen Meisterschaften in La Nucia in 1:46,22 min die Silbermedaille hinter dem Spanier Álvaro de Arriba. Zudem gelangte er dort im Staffelbewerb mit 3:09,19 min auf Rang vier. Anschließend gewann er bei den Juegos Bolivarianos in Valledupar in 1:48,57 min die Silbermedaille hinter dem Kolumbianer Jelssin Robledo und sicherte sich im Staffelbewerb in 3:07,28 min die Silbermedaille hinter dem kolumbianischen Team. Im Oktober nahm er an den Südamerikaspielen in Asunción teil und gewann dort in 1:47,26 min die Silbermedaille hinter dem Panamaer Chamar Chambers und siegte in 3:06,54 min gemeinsam mit Julio Rodríguez, Kelvis Padrino und Javier Gómez in der 4-mal-400-Meter-Staffel. Zudem gelangte er in der Mixed-Staffel mit 3:22,91 min auf Rang vier.
2023 kam er bei den Zentralamerika- und Karibikspielen in San Salvador im Finale über 800 Meter nicht ins Ziel und belegte mit der 4-mal-400-Meter-Staffel in 3:03,00 min den vierten Platz. Anschließend gewann er bei den Südamerikameisterschaften in São Paulo in 1:47,65 min die Bronzemedaille über 800 Meter hinter dem Brasilianer Eduardo Ribeiro und Rafael Muñoz aus Chile. Zudem siegte er in 3:04,14 min gemeinsam mit Javier Gómez, Julio Rodríguez und Kelvis Padrino im Staffelbewerb. Im November siegte er dann in 1:45,69 min über 800 Meter bei den Panamerikanischen Spielen in Santiago de Chile und gelangte mit der Staffel mit 3:06,04 min auf den vierten Platz. Im Jahr darauf siegte er bei den Hallensüdamerikameisterschaften in Cochabamba in 1:54,13 min über 800 Meter und mit der Staffel siegte er mit neuem Meisterschaftsrekord von 3:11,41 min. Im Mai wurde er bei den World Athletics Relays in Nassau in 3:10,34 min den achten Platz im C-Lauf der 2. Qualifikationsrunde für die Olympischen Spiele. Kurz darauf gewann er bei den Ibero-Amerikanischen Meisterschaften in Cuiabá in 1:45,55 s die Silbermedaille hinter dem Panamaer Chamar Chambers. Im August schied er bei den Olympischen Sommerspielen in Paris mit 1:46,44 min in der Hoffnungsrunde aus.
2025 gewann er bei den Südamerikameisterschaften in Mar del Plata in 1:50,93 min die Silbermedaille über 800 Meter hinter dem Brasilianer Eduardo Ribeiro.
In den Jahren 2022 und 2024 wurde Maita venezolanischer Meister im 800 Meter-Lauf sowie 2022 auch über 400 Meter.

## Persönliche Bestzeiten
- 400 Meter: 46,02 s, 15. September 2023 in Caracas
- 800 Meter: 1:44,57 min, 29. Juni 2024 in Caracas
  - 800 Meter (Halle): 1:54,13 min, 28. Januar 2024 in Cochabamba